# Cecil Taylor
Cecil Percival Taylor (født 25. marts 1929, død 5. april 2018) var en amerikansk jazzpianist.
Han hørte til pionererne inden for free jazz. Han fik en grundig klassisk skoling på sit instrument og blev påvirket af en række jazzpianister, især Thelonious Monk og Duke Ellington, og fremstod i begyndelsen af 1960'erne som en af jazzklaverets fornyere.
Han fremstod i sin kunstneriske konsekvens som en kunstner med stor integritet. Havde siden 1956 indspillet flere albummer i eget navn.